# Cípsel (mitologia)
Segons la mitologia grega, Cípsel (en grec antic Κύψελος) va ser un rei d'Arcàdia, fill d'Èpit.
Quan els Heraclides van atacar el Peloponès per segona vegada, arribaren al seu regne. Cípsel, quan ho va saber, va aconseguir la pau donant a un d'ells, Cresfontes, la mà de la seua filla Mèrope. Més endavant va educar el fill de Cresfontes i Mèrope, anomenat Èpit com el seu besavi, i el va ajudar en la seva guerra contra Polifontes, que havia mort al seu pare, i entre els dos van aconseguir venjar-lo.
Cípsel vivia al país dels parresis, a la ciutat de Bàsilis, que va fundar. Allà va erigir un temple a Demèter eleusina. Cada any, per la festa d'aquesta deessa, se celebrava un concurs de bellesa entre les dones del país. Heròdice, l'esposa de Cípsel, va ser la primera en guanyar el premi.